# Großweitzschen
Großweitzschen là một đô thị trong huyện Mittelsachsen, bang tự do Sachsen, nước Đức. Đô thị Großweitzschen có diện tích 44,52 km², dân số thời điểm ngày 31 tháng 12 năm 2005 là 3284 người.